# Oryctes clypealis
Oryctes clypealis är en skalbaggsart som beskrevs av Leon Fairmaire 1897. Oryctes clypealis ingår i släktet Oryctes och familjen Dynastidae. Inga underarter finns listade i Catalogue of Life.